# Joyce Cooper
Margaret Joyce Cooper (Troup, Ceilan, 1909 - Chichester, Regne Unit, 2002) fou una nedadora britànica, guanyadora de quatre medalles olímpiques.

## Biografia
Va néixer el 18 d'abril de 1909 a la ciutat de Troup, població situada a l'actual illa de Sri Lanka, que en aquells moments formava part de l'Imperi Britànic sota el nom de Ceilan. El seu pare era propietari d'una plantació de te. L'any 1934 es casà amb el remer i medallista olímpic Felix Badcock i els seus fills, Felix Badcock i Francis 'David' M Badcock, també van ser remers.
Als anys trenta va haver de compaginar la seva carrera esportiva amb altres feines com a sastressa i ensenyant balls de saló.
Morí el 22 de juliol de 2002 a la seva residència de Chichester, població situada al comtat de Sussex.

## Carrera esportiva
El 1927 va participar en el Campionat de l'Associació de Natació Amateur (ASA), fet que la va classificar per a representar el Regne Unit al Campionat d'Europa de natació d'aquell any que es va celebrar a Bolonya. Hi va guanyar la medalla de plata en els 100 metres lliures i va formar part de l'equip de relleus 4x100 m lliures.
Va participar, als 19 anys, en els Jocs Olímpics d'Estiu de 1928 realitzats a Amsterdam (Països Baixos), on va aconseguir guanyar la medalla de plata en la prova dels relleus 4x100 metres lliures i la medalla de bronze en els 100 metres lliures i en els 100 metres esquena.
El 1930 va competir als primers Jocs de l'Imperi Britànic que es van fer a Hamilton, onva guanyar tots els esdeveniments femenins excepte l'esquena.
Als Campionats d'Europa de 1931, a París, va guanyar tres medalles de plata, una en els 400 m lliures per darrere de la neerlandesa Marie Braun d'Holanda, els 100 m esquena de nou darrere de Braun i el relleu lliure. També va guanyar la medalla de bronze dels 100 metres lliures darrere de Willy den Ouden i la francesa Godard.
En els Jocs Olímpics d'Estiu de 1932 realitzats a Los Angeles (Estats Units) aconseguí guanyar la medalla de bronze en els relleus 4x100 metres lliures, i finalitzà quarta en els 400 metres lliures i sisena en els 100 metres esquena. També participà en els 100 m. lliures, si bé fou eliminada en semifinals.
Al llarg de la seva carrera guanyà sis medalles en el Campionat d'Europa de natació, una d'or, quatre de d'argent i una de bronze els anys 1927 i 1931. Igualment, representant Anglaterra va obtenir quatre medalles en el Jocs de l'Imperi Britànic de 1930, totes elles d'or, i durant molts anys va guanyar els campionats femenins de natació de llarga distància i va batre els rècords britànics d'estil lliure de 100 a 500 iardes. També va assolir, el 1931, el rècord mundial en els 150 metres esquena fins que l'any següent el va superar la nedadora estatunidenca Eleanor Holm, i entre 1927 i 1934 va batre diversos rècors mundials.